# Maraapunisaurus
Maraapunisaurus este un gen de dinozauri erbivori sauropozi. Acesta include specimenul celui mai mare dinozaur descoprit vreodată, denumit inițial „M. fragillimus”. În baza descrierilor rămase a unei singure fosile, M. fragillimus a fost cea mai lungă vertebrată cunoscută. Totuși, deoarece unica fosilă existentă nu s-a mai păstrat în timp, după ce a fost studiată și descrisă în anii 1870, evidența a rămas doar în desene și notițe. Analize mai recente asupra evidenței și plauzibilitatea biologică a dimenziunilor unui asemenea animal, sugerează că dimensiunile gigantice ale acestui animal au fost supraestimate parțial din cauza erorilor tipografice din descrierea originală din 1878.

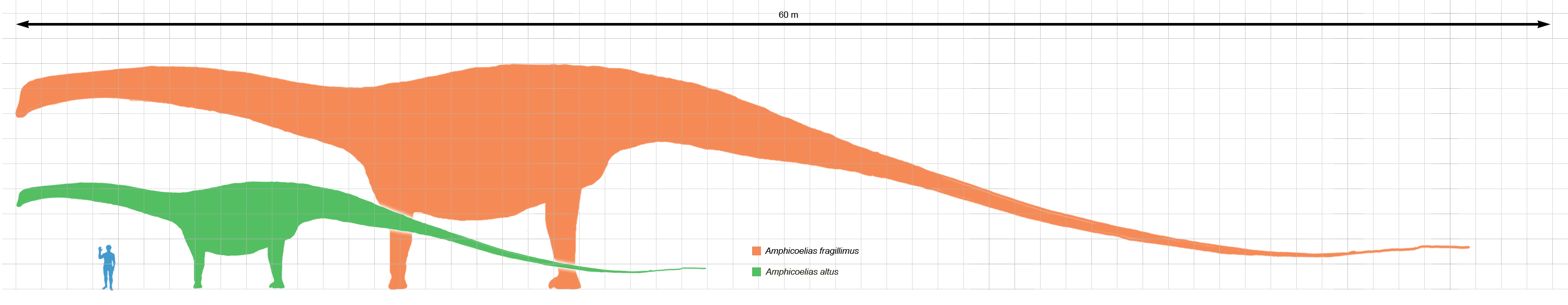
Maraapunisaurus fragillimus (orange) și A. altus (verde) comparate după mărime cu un om